# 張文奎
張文奎（1486年—1549年），字應光，號蒲山，陝西延安府鄜州洛川縣人，民籍，明朝政治人物。

## 生平
正德十一年（1516年）丙子科陝西鄉試第六十五名舉人。正德十二年（1517年）聯捷丁丑科會試第一百十九名，登第三甲第二百二十七名進士。吏部观政，十四年授刑部广东司主事，无何丁外艰。嘉靖三年甲申（1524年）服阕，复除江西司，五年晋贵州司署员外郎，次年升四川按察司佥事，嘉靖八年（1528年）考察量调山西，督理屯田，改整饬石隰兵备，十二年升四川左参议，未赴任，因与四川巡抚杨守礼有旧怨，请求回避，九月回籍候勘，十五年事白，左迁一级，十六年丁酉添注直隶庐州府同知，十七年二月升湖广佥事，督理江防，十八年闰七月擢江西副使，清理军伍兼理驿传，二十一年晋四川布政司参政，次年入蜀视事，遷江西按察使，改山西左布政使，二十六年丁未以内艰西归，二十八年卒于家。

## 家族
曾祖張福；祖父張貴，贈兵馬司副指揮；父張郁，曾任通判。前母緱氏（贈孺人）；母任氏（封孺人）。具庆下。兄文翼。弟文璧、文献、文衡。